# Злотники (Свентокшиське воєводство)
Злотники (пол. Złotniki) — село в Польщі, у гміні Малогощ Єнджейовського повіту Свентокшиського воєводства.
Населення — 851 особа (2011).
У 1975-1998 роках село належало до Келецького воєводства.

## Демографія
Демографічна структура на день 31 березня 2011 року:
|          | Загалом | Допрацездатний вік | Працездатний вік | Постпрацездатний вік |
| -------- | ------- | ------------------ | ---------------- | -------------------- |
| Чоловіки | 405     | 82                 | 281              | 42                   |
| Жінки    | 446     | 89                 | 250              | 107                  |
| Разом    | 851     | 171                | 531              | 149                  |